# Mołoczna
Mołoczna (ukr. Молочна) – rzeka na Ukrainie, płynąca przez obwód zaporoski a wpadająca do Limanu Mołocznego.
Długość rzeki wynosi 197 km, a powierzchnia dorzecza – 3450 km². Przepływa przez Tokmak, Mołoczańsk, Melitopol.